# ΜCOMシリーズ
NEC μCOMシリーズ（ミューコムシリーズ）は、日本電気 (NEC) が1970年代から1980年代にかけて製造したマイクロプロセッサおよびマイクロコントローラのシリーズである。

## 概要
μCOMシリーズのルーツは、世界最初期のマイクロプロセッサ（マイクロプロセッサ#最初のマイクロプロセッサを参照）のひとつである、2チップ構成のμPD707・708に始まる。μPD707・708は、日本コカ・コーラが販売管理のためにシャープに開発をもちかけた機器に使うため、日本電気 (NEC) に開発がもちかけられたものである。1971年12月と、他の世界最初期のプロセッサとほぼ同時期にサンプルを完成させている。
以降、NECは多種のマイクロプロセッサおよびマイクロコントローラを開発・製造した。それらの中の汎用的な製品にはμCOM-から始まるシリーズ名が付けられていた。μCOM-4系(4ビット)とμCOM-16系(16ビット)はオリジナル製品、μCOM-8系(8ビットおよび16ビット)は主にインテルやザイログの互換品だがオリジナル製品もあった。
μCOMシリーズ以外には、電卓用のマイカル・シリーズやチューナ用のμPD1700シリーズ、AMD Am2900互換のμPB2900シリーズといったシリーズがあった。
μCOMの名は、1980年代になってVシリーズや78Kシリーズが登場すると使われなくなり、例えばμCOM-87ADシリーズは単に87ADシリーズと記載されるようになった。

## μCOM-4系

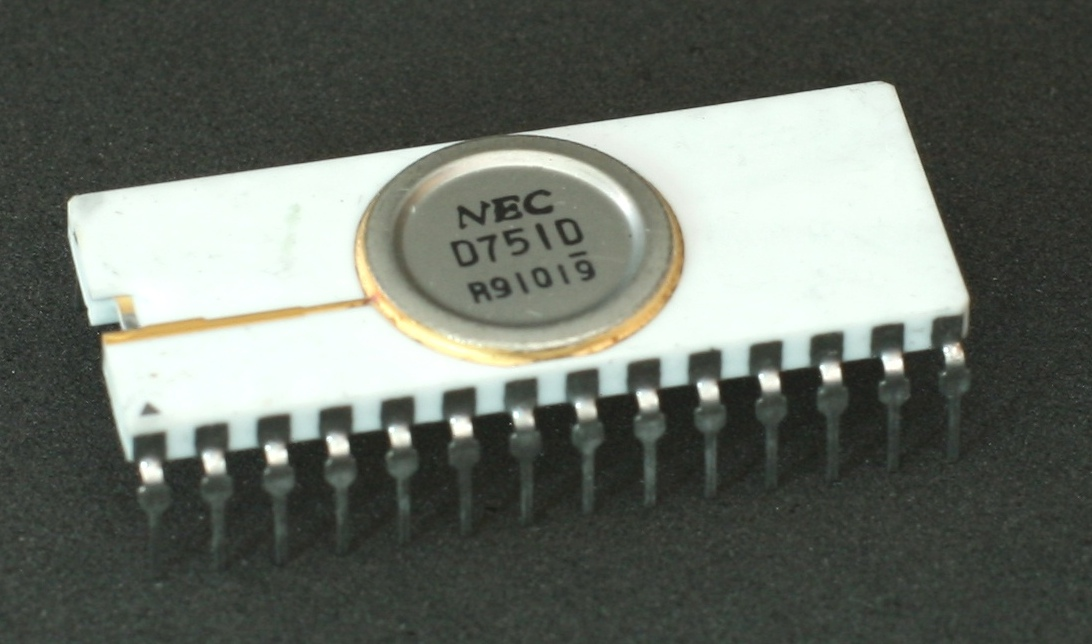
uPD751

### μCOM-4
μCOM-4（μPD751） は、日本電気オリジナルの4ビット・マイクロプロセッサである。Intel 4040と異なり、μPD751はデータ・バスとアドレス・バスが分離されていた。NチャネルMOS、28ピン・パッケージ。周辺LSIとして以下の製品があった。
- μPD752 - 8ビットI/Oポート
- μPD757 - キーボード・ディスプレイ・コントローラ
- μPD758 - プリンタ・コントローラ

### μCOM-41
μCOM-41(μPD541)は、PチャネルMOS、42ピン・パッケージの4ビット・マイクロプロセッサである。周辺LSIとして以下の製品があった。
- μPD542 - ROM/RAM
- μPD543 - ROM&I/Oポート

### μCOM-42
μCOM-42(μPD548)は、PチャネルMOS、42ピン・パッケージの4ビット・マイクロコントローラである。ROM/RAMおよびキーボード、ディスプレイ、プリンタのコントローラが内蔵されていた。

### μCOM-43
μCOM-43シリーズは、4ビット・マイクロコントローラであり、細かくは10品種以上ある。大きく分けるとPチャネルMOS製品(μPD500番台), NチャネルMOS製品(μPD1500番台、μCOM-43N)、CMOS製品(μPD650番台、μCOM-43C)があった。μCOM-44, μCOM-45, μCOM-46も含まれる。1980年代前半以降はμPD7500シリーズに移行し、以後75X, 75XLと続いた。

### μCOM-47
μCOM-47(μPD766)は、NチャネルMOS、64ピン・パッケージの4ビット・マイクロコントローラである。ROM/RAMおよびキーボード、ディスプレイ、プリンタのコントローラが内蔵されていた。

## μCOM-8系

### μCOM-8
μCOM-8（μPD753） は、ソフトウエア的にはインテル8080互換の8ビット・マイクロプロセッサだが、パッケージが42ピンと異なり、端子配置も全く異なる。8080とはSUB命令などの実行時にフラグが立つなどの違いがある。

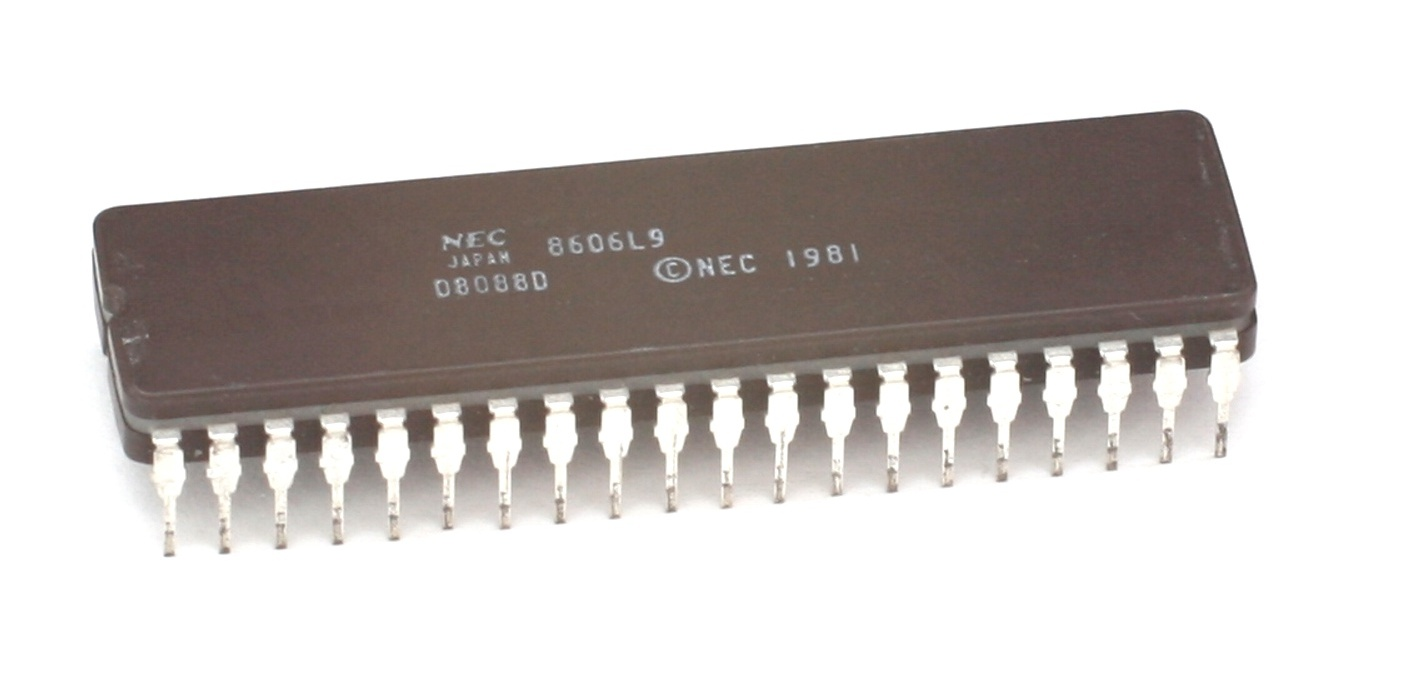
μPD8088

### μCOM-80
μCOM-80（μPD8080A）は、インテル8080とピン・コンパチブルで、ソフトウエア的にはμCOM-8とコンパチブルの8ビット・マイクロプロセッサである。μCOM-8の端子配置を8080と同じにしたものともいえる。後に8080と細かい点まで完全にコンパチブルにしたμCOM-80F(μPD8080AF)に切り替わった。

### μCOM-82
μCOM-82（μPD780）は、ザイログZ80互換の8ビット・マイクロプロセッサである。後にCMOS版(μPD70008)も出た。

### μCOM-84
μCOM-84（μPD8048など）は、インテルの8ビット・マイクロコントローラ8048の互換品である。CMOS版はμPD80C50までが作られたが、現在8ビットの業界標準にもなっているIntel 8051互換品が作られることは無かった。

### μCOM-85
μCOM-85（μPD8085）は、インテル8085互換の8ビット・マイクロプロセッサである。

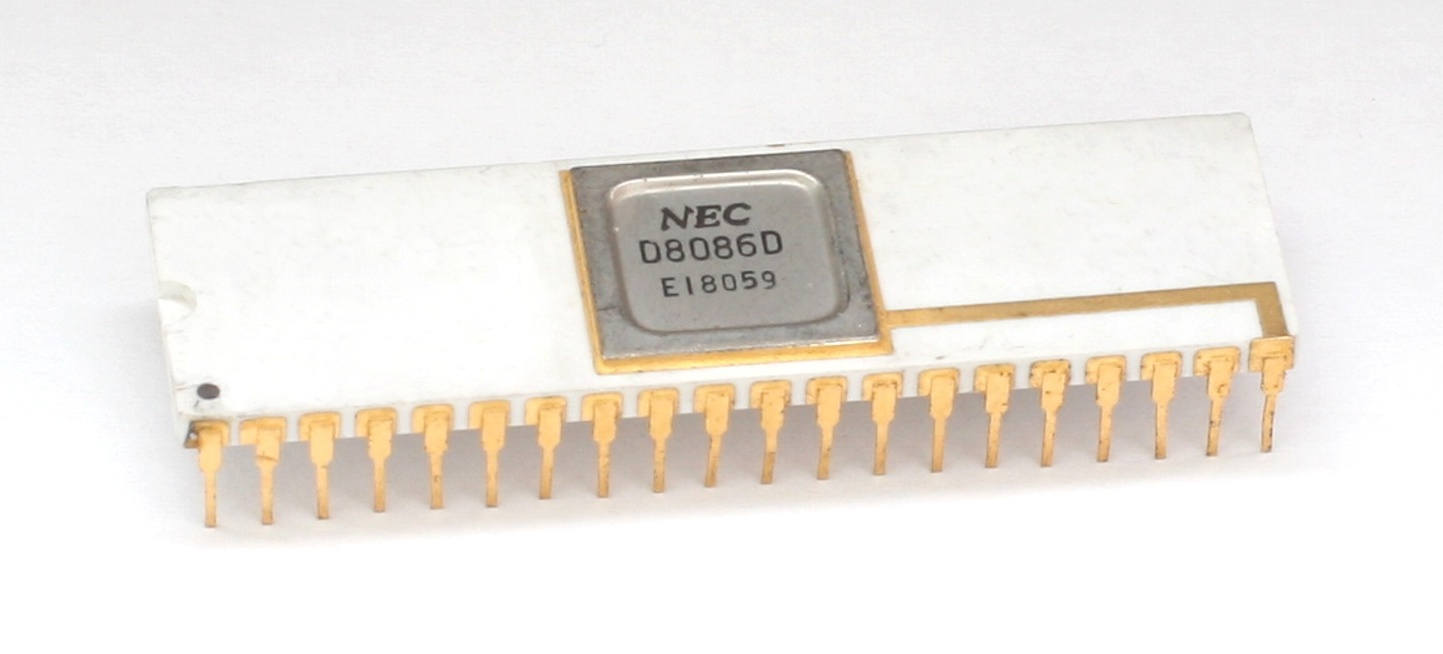
μPD8086

### μCOM-86, μCOM-88
μCOM-86（μPD8086）, μCOM-88（μPD8088）は、インテル8086, 8088互換の16ビット・マイクロプロセッサである。後にVシリーズに移行する。

### μCOM-87, μCOM-87AD
μCOM-87（μPD7800など）、μCOM-87AD（μPD7810など）は、日本電気オリジナルの8ビット・マイクロコントローラである。μCOM-87ADはμCOM-87にA/D変換機能が追加されている。64ピン・パッケージ。レジスタ構成は、A,V,B,C,D,E,H,Lの8本を1組として2組持っていた。Vレジスタはワーキング・メモリ領域として使うアドレスの上位8ビットを格納するベクタ・レジスタとなっており、現在の78Kシリーズでは固定しているショート・アドレス空間(saddr領域)を自在に配置できた。Vレジスタを削除し、レジスタ構成を7本1組だけにしたサブセット品としてμPD7805,μPD7806もあった。μPD7807以降ではALUが16ビットに拡張され、16ビット演算用にEAレジスタが追加されている。
このシリーズのパッケージとしてQUIP（QUAD-INLINE-PACKAGE）と呼ばれる独特の物があった。1.27mmピッチでモールドから出ているリードを１本ごとに折り曲げる箇所を変えることにより、2.54mmピッチのリード４列の形状となっていた。パッケージ・ボディが小さい割りに多ピンで、ピンピッチが広く実装しやすかったのが好評だったようで、1990年代の87ADシリーズの終焉期においても生産が続いた。

## μCOM-16系

### μCOM-16
μCOM-16は日本電気オリジナルの16ビット・マイクロプロセッサで、ファミリは μPD755(レジスタ+ALU)とμPD756(コントローラ)の2チップ構成と、オプションのμPD760(１０進ALU)であった。

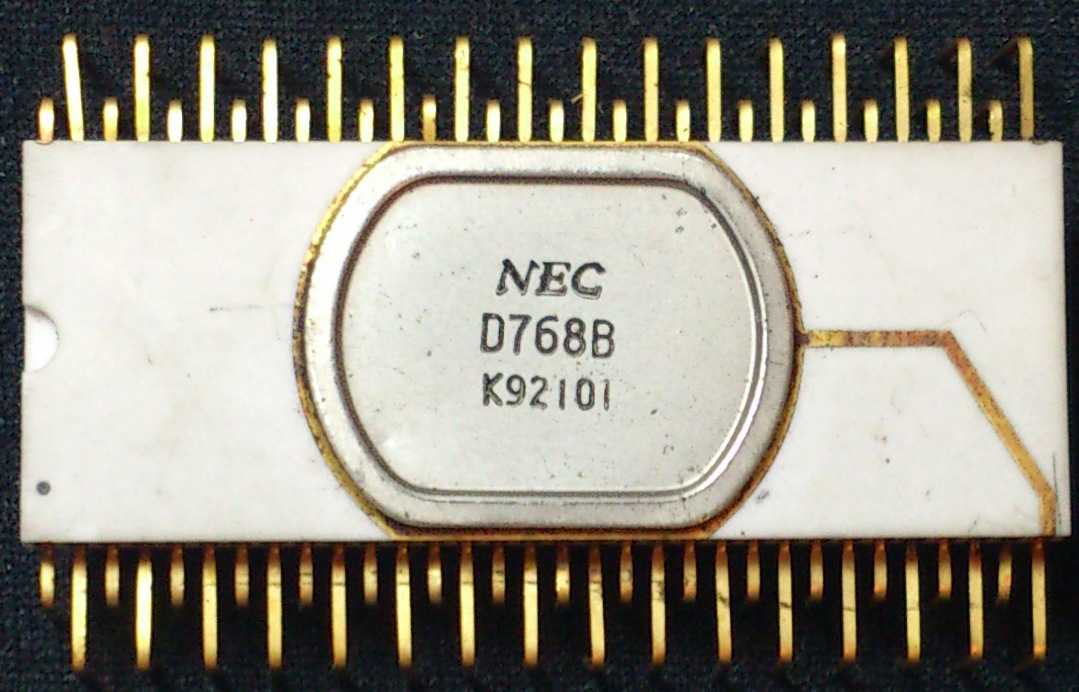
標準的な40ピンDIPチップとμPD768

### μCOM-1600
μPD768(μCOM-1600)　は、1978年に発表された日本電気オリジナルの1チップ16ビットマイクロプロセッサで、後にμCOM-1600というファミリ名が付与された。
当時としては珍しい64ピンパッケージを採用し、ピン間隔は1.27mmピッチだが、写真のようにジグザグ配列となるよう2列に折り曲げて使用された。また同時に専用のゼロインサーションソケットも開発された。基本命令93種、1ワードは16ビットで1～3ワード命令が存在。メモリはバイト単位でアドレス付けされて、1Mバイト (512Kワード)のメモリ空間を持つ。I/Oアドレス空間は2048バイト分。汎用レジスタ14本を切り替えて使用できる。また、Z80等にも採用された、2入力ベクタ割り込みやDMA制御、DRAM用リフレッシュ制御機能、マルチプロセッサ化を可能にすべくマスタ／スレーブ・モードが備わっている。